# Station Rönninge
Rönninge is een station van het stadsgewestelijk spoorwegnet van Stockholm in de gemeente Salem op 28,4 kilometer ten zuiden van Stockholm C.

## Geschiedenis
Het station werd oorspronkelijk in 1888 in gebruik genomen. Verbouwingen vonden plaats in 1915-16 en 1920, toen een eerste voetgangerstunnel werd toegevoegd. Nadat Storstockholms Lokaltrafik (SL) het beheer van het voorstadsverkeer in 1967 had overgenomen, werden aanpassingen doorgevoerd voor de forensentreinen;
- Verhoging van het perron.
- Een nieuwe voetgangerstunnel gebouwd.
- Sloop van het oude stationsgebouw in 1970.

Verdere modernisering, met de installatie van een lift, vond plaats aan het einde van de jaren 80 van de 20e eeuw.

## Reizigersverkeer
Het station heeft een gebogen eilandperron met stationshal op de westkop. Deze in toegankelijk vanuit een voetgangerstunnel. Het aantal reizigers op een gemiddelde winterdag (2015) bedraagt 2.600.

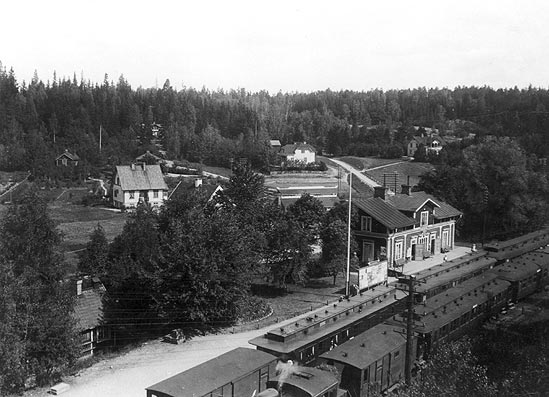
Het station in 1908.
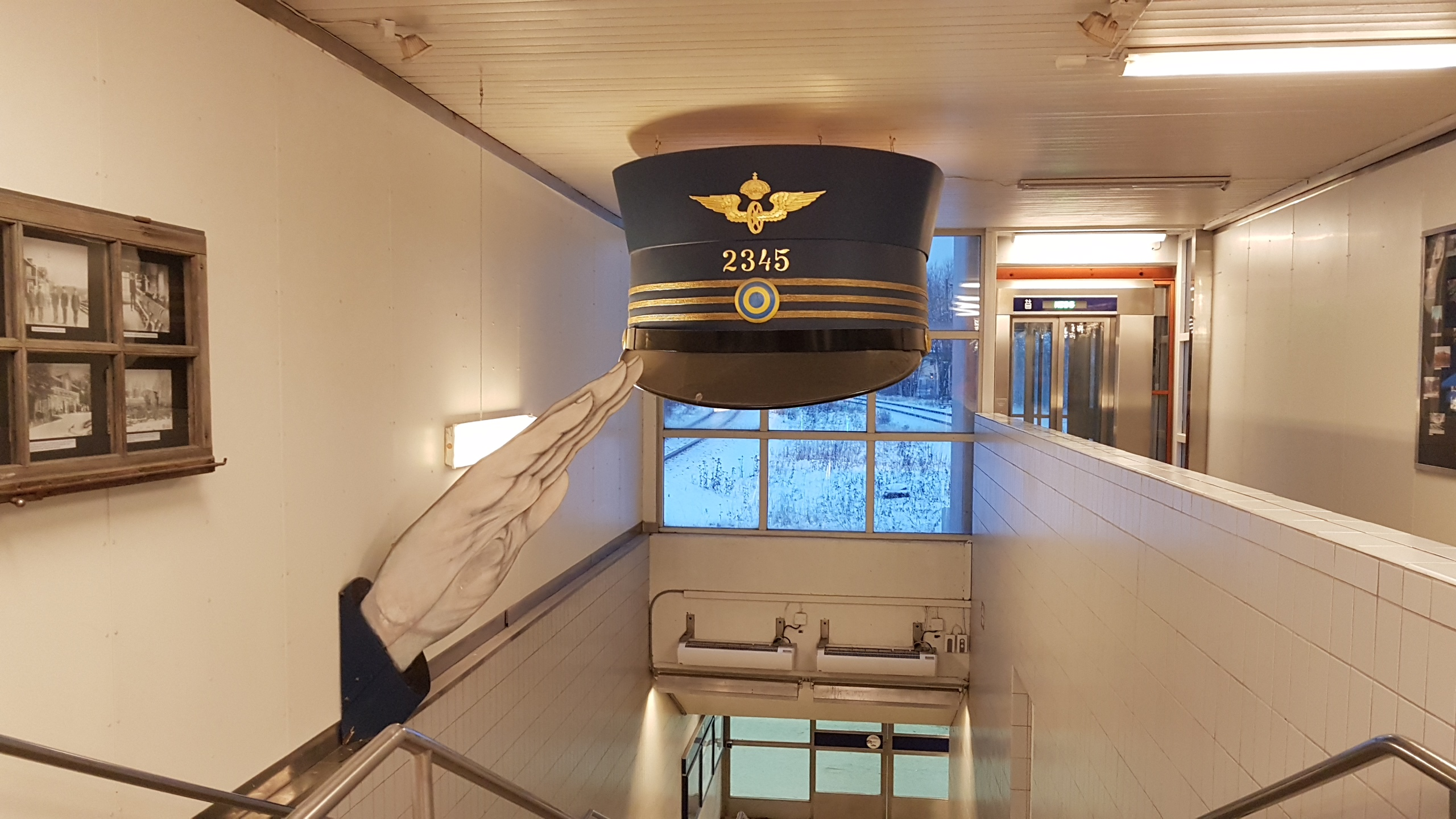
Kunst boven de trap tussen hal en tunnel.
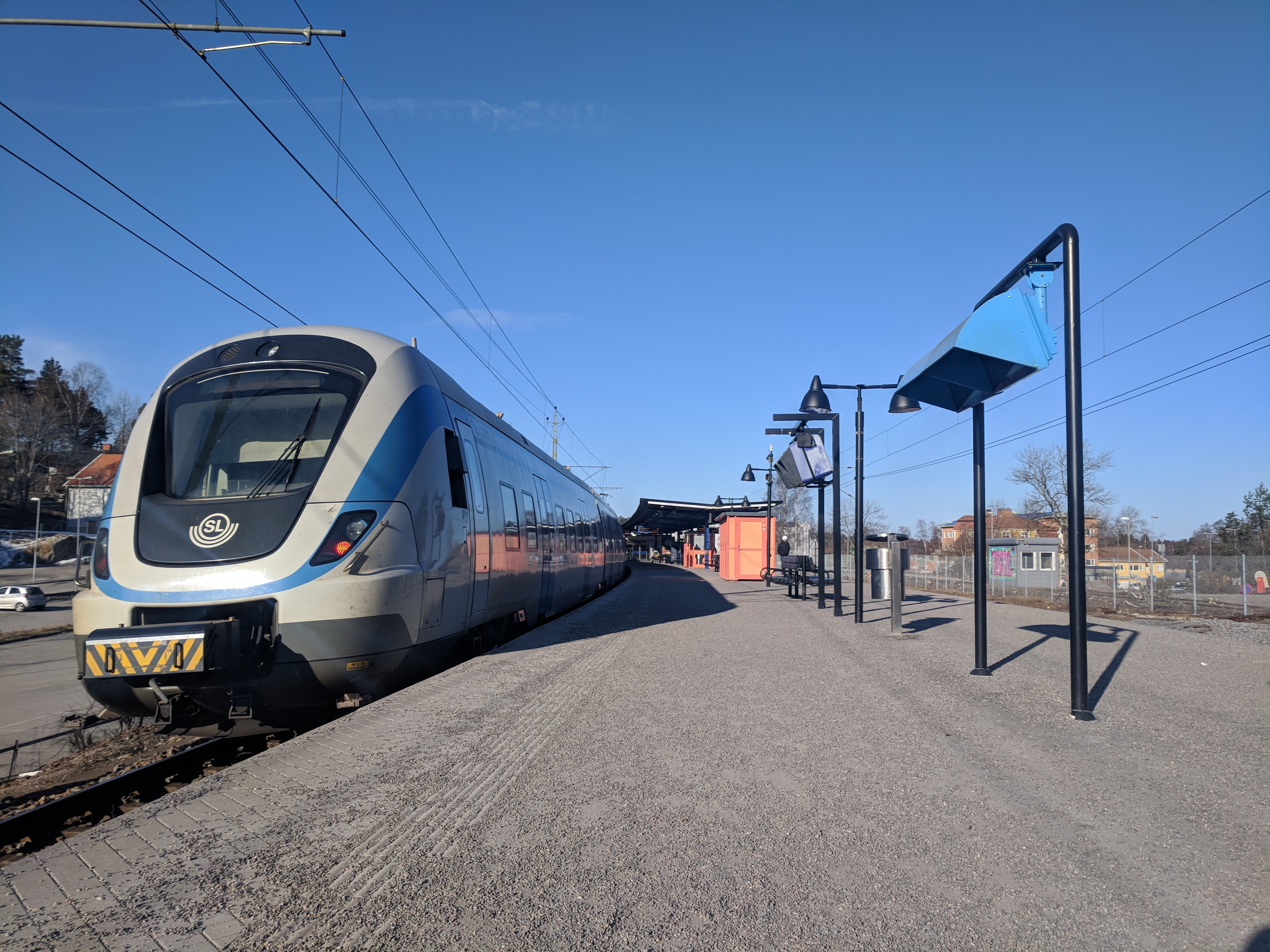
De pendeltåg naar het westen.